# Schorstedt
Schorstedt is een plaats en voormalige gemeente in de Duitse deelstaat Saksen-Anhalt, en maakt deel uit van de gemeente Bismark (Altmark) in de Landkreis Stendal.
Schorstedt vormt samen met Grävenitz een Ortschaft van de gemeente Bismark. Deze twee plattelandsdorpen telden, begin 2022, respectievelijk 171 en 73 inwoners. Grävenitz ligt 2 km ten noordoosten van Schorstedt. Schorstedt ligt ongeveer 10 km ten noordoosten van het stadje Bismark.

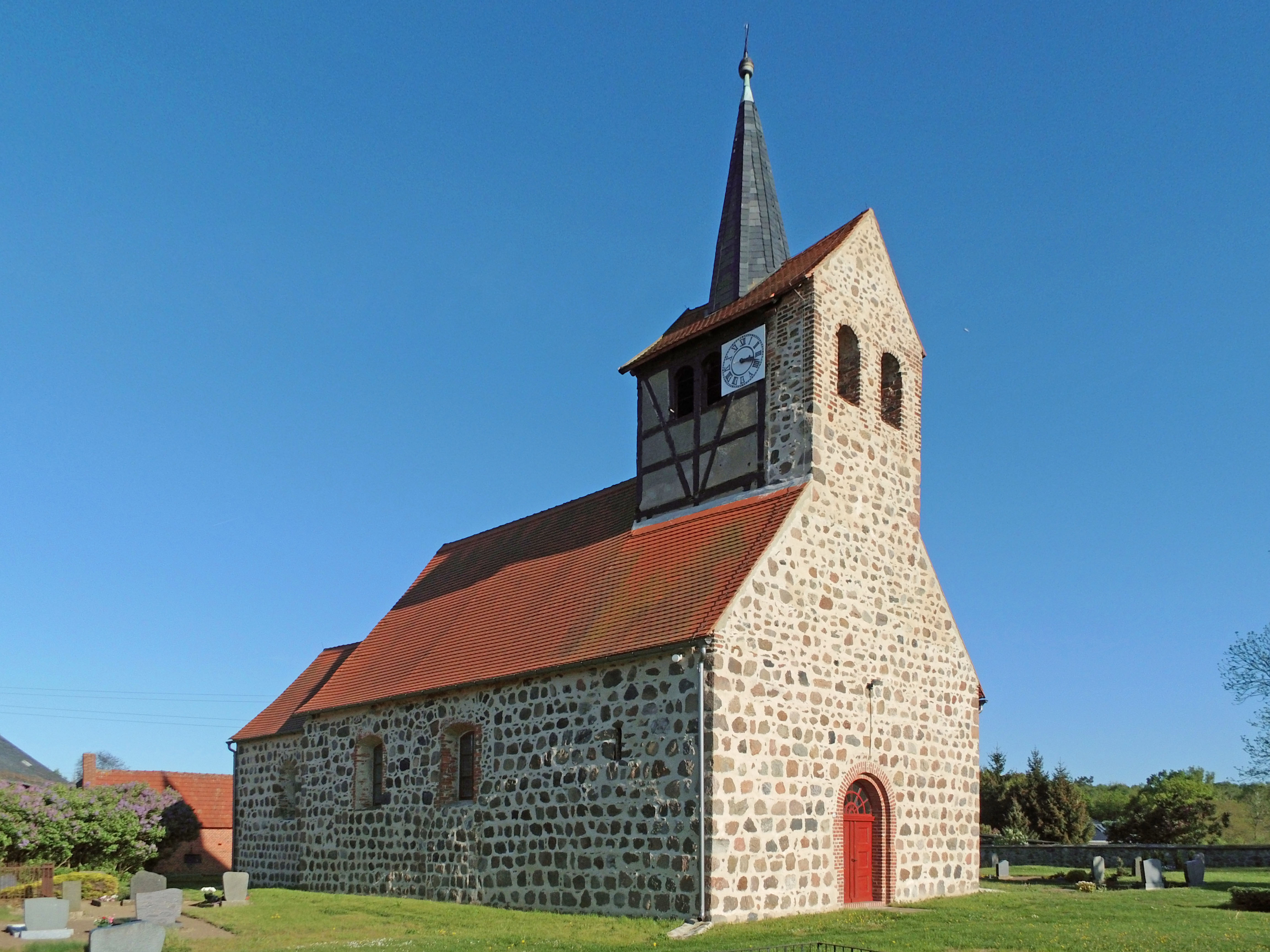
Dorpskerk te Schorstedt (13e eeuw; toren 18e-eeuws)
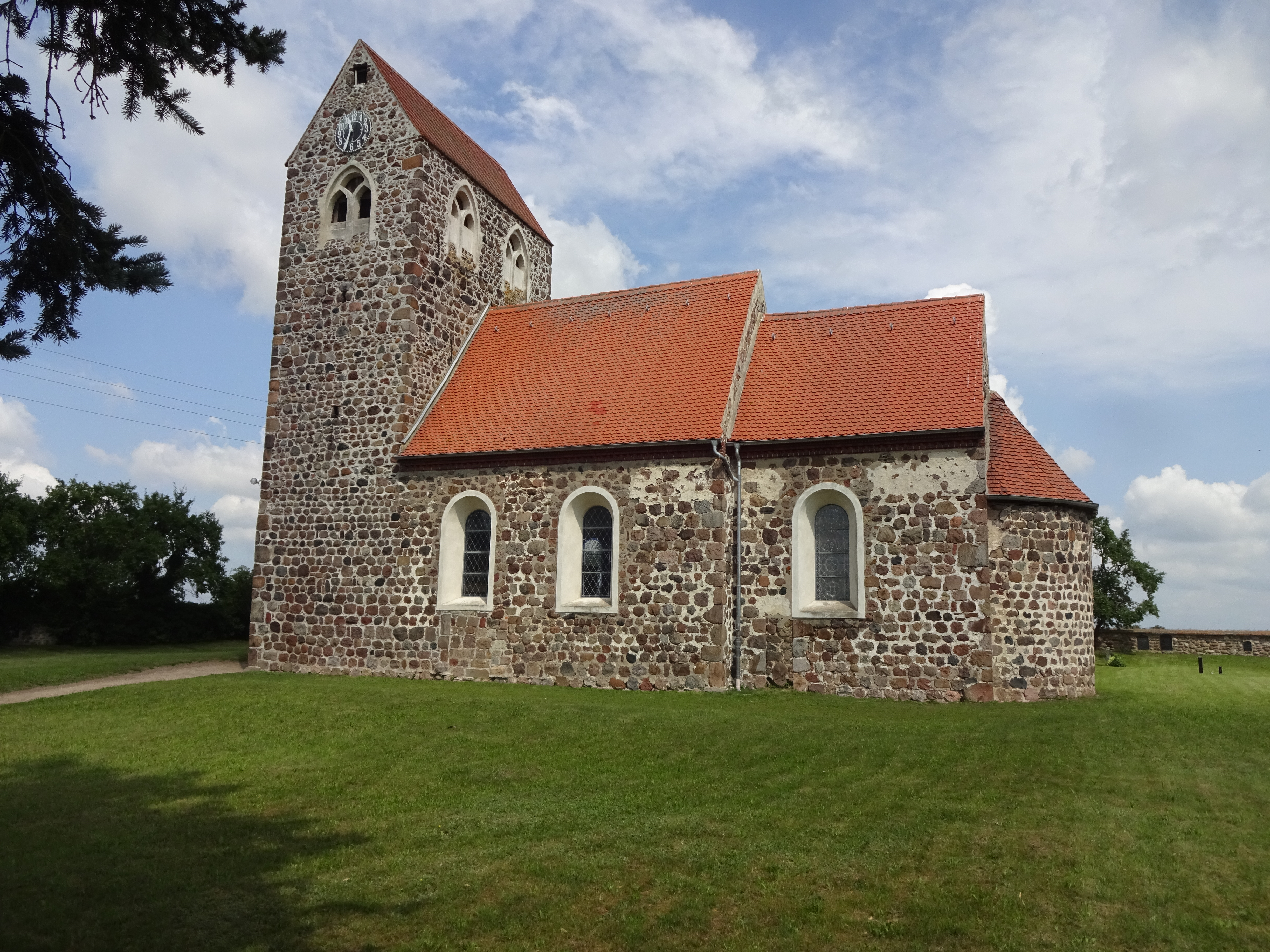
Dorpskerk te Grävenitz (eind 12e eeuw)

Eén kilometer ten zuidoosten van Schorstedt ligt een motocrossbaan.